# Луїс Хіменес
Луїс Хіменес (ісп. Luis Jiménez, нар. 17 червня 1984, Сантьяго) — чилійський футболіст, півзахисник клубу «Палестіно».

## Клубна кар'єра
Народився 17 червня 1984 року в місті Сантьяго. Вихованець футбольної школи клубу «Палестіно», що складався в основному з гравців палестинського походження, серед яких був і Луїс, що отримав палестинське громадянство в червні 2013 року. Офіційно дебютував у першій команді 8 вересня 2001 року у віці 17 років і 83 днів і згодом він провів ще 8 ігор у чемпіонатах 2001 та 2002 років.
Влітку 2002 року перейшов у клуб італійської Серії Б «Тернана», де провів наступні три з половиною роки, а у січні 2006 року за 2,5 млн євро перейшов на правах співволодіння у «Фіорентину». З цією командою дебютував 15 січня 2006 року у грі проти «К'єво» (2:1), а 8 лютого забив свій перший гол у Серії А в грі проти «Інтернаціонале» (2:1).
Влітку 2006 року Хіменес повернувся до «Тернани», яка викупила 50 % прав за 3 млн євро, але оскільки команда вилетіла у Серію C1, чилієць не мав наміру грати в настільки низькому дивізіоні і через сильні розбіжності з її президентом, більше не грав за команду Умбрії і півроку залишався без ігрової практики. 15 січня 2007 року він був відданий в оренду в столичне «Лаціо» на один сезон за 311 тис. євро. 27 січня відбувся дебют за столичний клуб в матчі проти «Палермо». Загалом до кінця сезону він зіграв у 16 іграх за клуб і забив 2 голи.

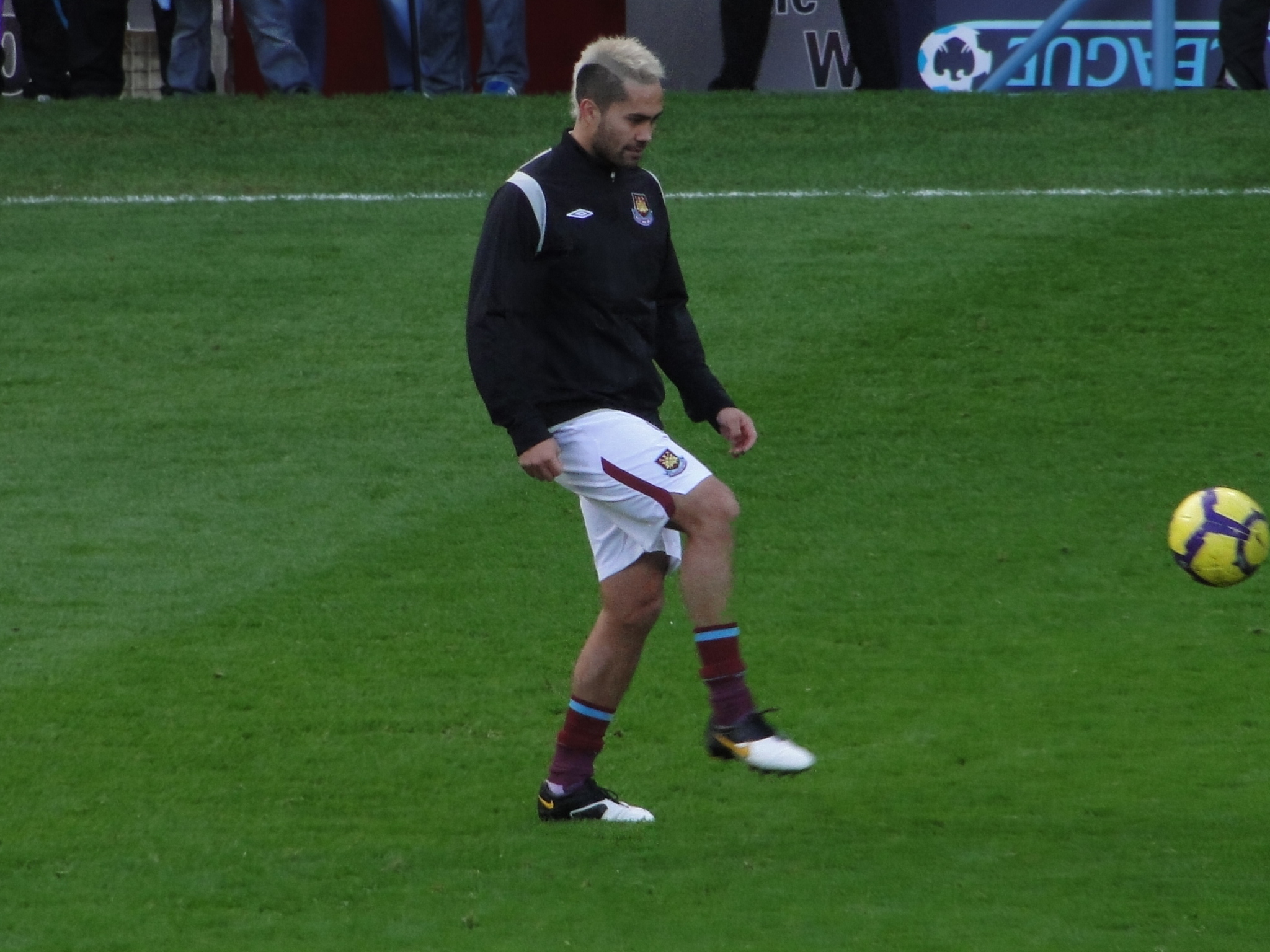
Луїс Хіменес 2009 року у складі «Вест Гем Юнайтед».

15 липня 2007 року Хіменес перейшов на правах оренди в «Інтернаціонале». Дебютний гол за «чорно-синіх» забив 27 листопада того ж року в матчі групової стадії Ліги Чемпіонів проти турецького клубу «Фенербахче» (3:0). Через 5 днів дебютував за новий клуб в Серії A в матчі проти «Фіорентини», де також відзначився забитим голом. 5 грудня в матчі проти «Лаціо» Хіменес відзначився гольовою передачею на Майкона. Наприкінці сезону 2007/08 «Інтер» підписав Хіменеса на правах співволодіння на 3 роки за 6,3 мільйона євро. 24 серпня 2008 року провів перший матч за «змій» під проводом Жозе Моурінью: матч за Суперкубок Італії проти «Роми», в якому забив у серії післяматчевих пенальті і допоміг клубу стати володарем цього трофею. 30 серпня зіграв свою першу гру в чемпіонаті сезону 2008/09 проти «Сампдорії», але пізніше отримав травму на тренуванні. 30 листопада наприкінці матчу проти «Наполі» вийшов на поле вперше після травми. Подальша довгострокова травма дозволила Хіменесу взяти участь тільки в 6 матчах національного чемпіонату у тому сезоні. Тим не менш в обох сезонах він ставав з міланцями чемпіоном Італії.
23 червня 2009 року Хіменес був відданий в оренду до «Вест Гем Юнайтед», який очолював італієць Джанфранко Дзола. Дебют за новий клуб відбувся 15 серпня в матчі проти «Вулвергемптон Вондерерз» (2-0). Єдиний забитий гол Луїс оформив 28 листопада в матчі проти «Бернлі» (5-3). Втім заграти у Англії чилієць не зумів і оренда дочасно була закінчена, після чого 1 лютого 2010 року Хіменес був відданий в оренду в «Парму» до червня як частина угоди по переходу Макдональда Маріга у зворотньому напрямку.
26 червня 2010 року, після того, як «Інтеру» не вдалося домовитися з «Тернаною» про викуп інших 50 % прав на гравця, був проведений «конвертний аукціон», який виграла саме «Тернана» із сумою 3,177 млн євро. Однак оскільки «Тернана» продовжувала грати у третьому за рівнем дивізіоні, де не хотів виступати чилієць, то команда змушена була віддати його в оренду ще до закриття трансферного вікна, 31 серпня 2010 року, в «Чезену» за 1 мільйон євро з правом викупу. Там Хіменес виконував роль другого нападника в схемі 4-3-3, забивши рекордні для себе 9 голів у Серії А.
Влітку 2011 року Хіменес, скориставшись правилом Вебстера, в односторонньому порядку розірвав контракт із «Тернаною» і 29 червня 2011 року став гравцем еміратського «Аль-Аглі» (Дубай), підписавши чотирирічний контракт з клубом. Чилієць допоміг клубу завоювати усі національні трофеї — чемпіонат, кубок Президента, кубок ліги та Суперкубок ОАЕ. Після чотирьох сезонів, в яких гравець забив 40 голів у 80 матчах чемпіонату, Хіменес 15 липня 2015 року залишив «біло-червону» команду, щоб перейти в іншу команду з Дубая — «Аль-Наср» (Дубай), де провів наступний сезон.

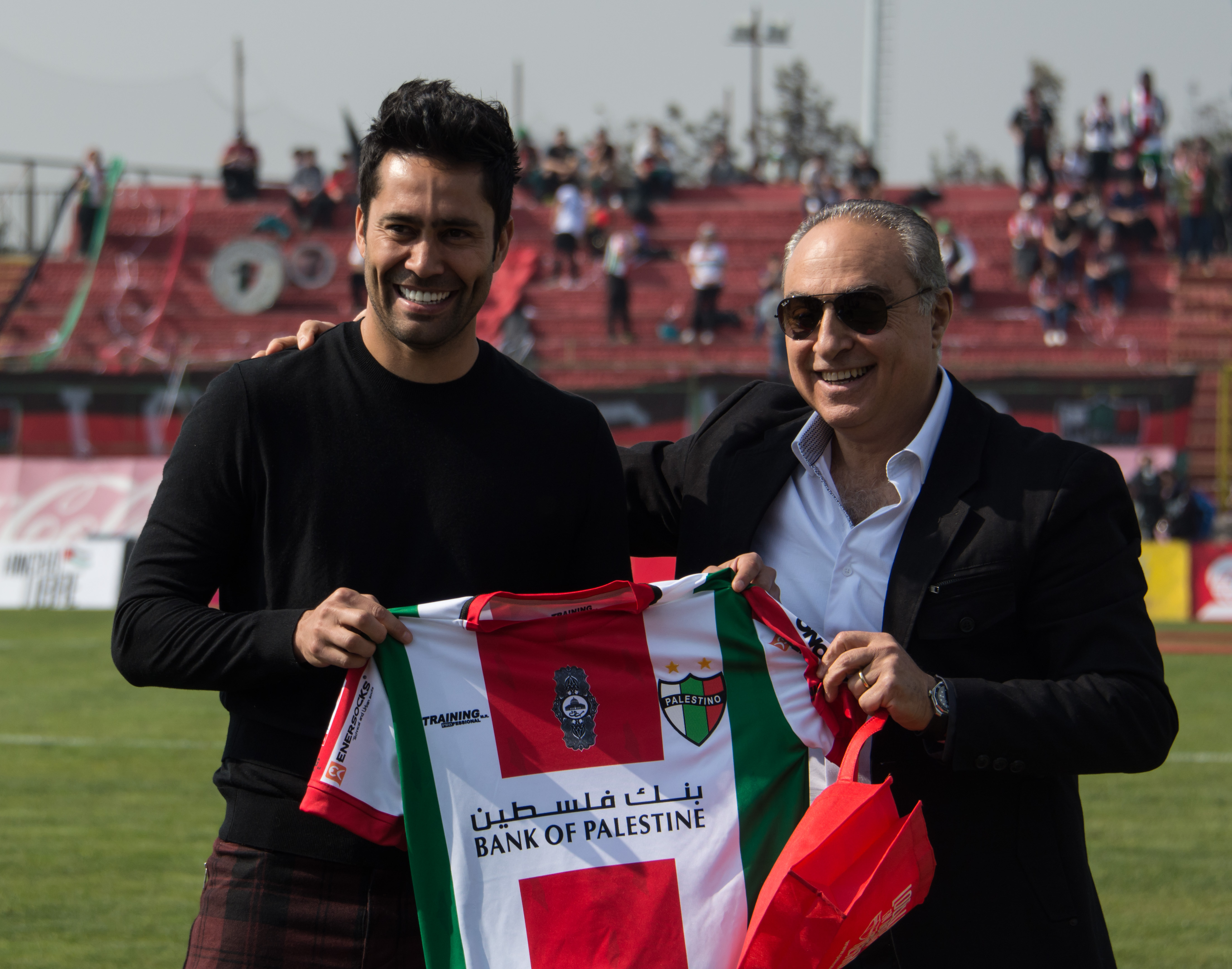
Луїс Хіменес на презентації у «Палестіно». 2018 рік.

В липні 2016 року було оголошено, що Хіменес на правах вільного агента став гравцем катарського клубу «Аль-Арабі» (Доха), після чого виступав за інші місцеві команди «Аль-Гарафа» та «Катар СК». У 2018 році, після 16 років перебування за кордоном, а також після відкидання пропозицій від футбольних клубів з Катару, Японії, Італії та Еміратів, а також пропозицій від чилійських клубів «Універсідад де Чилі», «Уачіпато» і «Уніон Еспаньйола», Хіменес вирішив повернутись в рідне «Палестіно», підписавши контракт до кінця 2019 року. Станом на 11 серпня 2018 року відіграв за команду із Сантьяго 8 матчів в національному чемпіонаті.

## Виступи за збірні
2003 року залучався до складу молодіжної збірної Чилі до 20 років, з якою взяв участь у молодіжному чемпіонаті Південної Америки в Уругваї, де його команда не вийшла з групи.
28 квітня 2004 року дебютував в офіційних іграх у складі національної збірної Чилі в матчі проти збірної Перу, а вже влітку того ж року поїхав на розіграш Кубка Америки 2004 року у Перу, де зіграв у двох матчах, але його команда не вийшла з групи.
4 червня 2005 року гольова передача Луїса на Марсело Саласа дозволила останньому стати найкращим бомбардиром в історії збірної Чилі. У 2006 році Хіменес став капітаном збірної, втім з приходом на посаду головного тренера збірної у 2007 році Марсело Б'єлси Хіменес перестав грати за збірну, через що пропустив Кубок Америки 2007 року і чемпіонат світу 2010 року.
Лише 19 червня 2011 року, після трьох років відсутності у збірній, Луїс повернувся до її лав, вийшовши на заміну на 67-ій хвилині замість Матіаса Фернандеса в товариській грі проти Естонії (4:0). Через чотири дні він вийшов в основі на наступну товариську гру проти Парагваю в Асунсьоні, де його замінив Феліпе Гутьєррес на 70-й хвилині. Після цього він був включений тренером Клаудіо Боргі до складу на розіграш Кубка Америки 2011 року в Аргентині, де Хіменес зіграв три гри, всі в основі, а збірна вилетіла у чвертьфіналі.
10 серпня 2011 року у товариській грі проти Франції (1:1) зіграв свій останній матч за збірну, оскільки після того, як переїхав виступати на клубному рівні на Близький Схід, більше за збірну не грав. Всього ж провів за збірну Чилі 27 матчів і забив 4 голи.
| Дата       | Місто         | Господарі  | Результат | Гості       | Турнір                          | Голи | Примітки |
| ---------- | ------------- | ---------- | --------- | ----------- | ------------------------------- | ---- | -------- |
| 28/04/2004 | Антофагаста   | Чилі       | 1 – 1     | Перу        | товариський матч                | -    |          |
| 08/07/2004 | Арекіпа       | Бразилія   | 1 – 0     | Чилі        | Копа Америка 2004 - 1-й етап    | -    |          |
| 14/07/2004 | Такна         | Коста-Рика | 2 – 1     | Чилі        | Копа Америка 2004 - 1-й етап    | -    |          |
| 04/06/2005 | Сантьяго      | Чилі       | 3 – 1     | Болівія     | Відбір до ЧС 2006               | -    |          |
| 08/06/2005 | Сантьяго      | Чилі       | 2 – 1     | Венесуела   | Відбір до ЧС 2006               | 2    |          |
| 04/09/2005 | Бразиліа      | Бразилія   | 5 – 0     | Чилі        | Відбір до ЧС 2006               | -    |          |
| 08/10/2005 | Барранкілья   | Колумбія   | 1 – 1     | Чилі        | Відбір до ЧС 2006               | -    |          |
| 12/10/2005 | Сантьяго      | Чилі       | 0 – 0     | Еквадор     | Відбір до ЧС 2006               | -    |          |
| 24/05/2006 | Дублін        | Ірландія   | 0 – 1     | Чилі        | товариський матч                | -    |          |
| 30/05/2006 | Віттель       | Чилі       | 1 – 1     | Кот-д'Івуар | товариський матч                | -    |          |
| 02/06/2006 | Стокгольм     | Швеція     | 1 – 1     | Чилі        | товариський матч                | -    |          |
| 17/08/2006 | Сантьяго      | Чилі       | 1 – 2     | Колумбія    | товариський матч                | -    |          |
| 24/03/2007 | Гетеборг      | Бразилія   | 4 – 0     | Чилі        | товариський матч                | -    |          |
| 29/03/2007 | Талька (Чилі) | Чилі       | 1 – 1     | Коста-Рика  | товариський матч                | -    |          |
| 03/06/2007 | Сан-Хосе      | Коста-Рика | 2 – 0     | Чилі        | товариський матч                | -    |          |
| 07/09/2007 | Відень        | Швейцарія  | 2 – 1     | Чилі        | товариський матч                | -    |          |
| 11/09/2007 | Відень        | Австрія    | 0 – 2     | Чилі        | товариський матч                | -    |          |
| 17/10/2007 | Сантьяго      | Чилі       | 2 – 0     | Перу        | Відбір до ЧС 2010               | -    |          |
| 21/11/2007 | Сантьяго      | Чилі       | 0 – 3     | Парагвай    | Відбір до ЧС 2010               | -    |          |
| 26/03/2008 | Тель-Авів     | Ізраїль    | 1 – 0     | Чилі        | товариський матч                | -    |          |
| 19/06/2011 | Сантьяго      | Чилі       | 4 – 0     | Естонія     | товариський матч                | -    |          |
| 23/06/2011 | Асунсьйон     | Парагвай   | 0 – 0     | Чилі        | товариський матч                | -    |          |
| 08/07/2011 | Мендоса       | Уругвай    | 1 – 1     | Чилі        | Копа Америка 2011 - 1-й етап    | -    |          |
| 12/07/2011 | Мендоса       | Чилі       | 1 – 0     | Перу        | Копа Америка 2011 - 1-й етап    | -    |          |
| 17/07/2011 | Сан-Хуан      | Чилі       | 1 – 2     | Венесуела   | Копа Америка 2011 - чвертьфінал | -    |          |
| 10/08/2011 | Монпельє      | Франція    | 1 – 1     | Чилі        | товариський матч                | -    |          |
| Усього     |               | Матчів     | 26        |             | Голів                           | 2    |          |

## Титули і досягнення
- Чемпіон Італії (2):

«Інтернаціонале»: 2007–08, 2008–09
- Володар Суперкубка Італії з футболу (1):

«Інтернаціонале»: 2008
- Чемпіон ОАЕ (1):

«Шабаб Аль-Аглі»: 2013–14
- Володар Кубка ліги ОАЕ (2):

«Шабаб Аль-Аглі»: 2011–12, 2013–14
- Володар Кубка Президента ОАЕ (1):

«Шабаб Аль-Аглі»: 2012–13
- Володар Суперкубка ОАЕ (2):

«Шабаб Аль-Аглі»: 2013, 2014
- Володар Кубка зірок Катару (1):

«Аль-Гарафа»: 2017–18
- Володар Кубка Чилі (2):

«Палестіно»: 2018, 2022

## Особисте життя
Хіменес одружився з чилійською моделлю Марією Хосе Лопес в 2006 році і у них є троє дочок, Ребека, Ісидора і Рафаела, що народилися 15 червня 2010 року. Він має палестинське коріння, оскільки сім'я його батька родом з Палестини під час британської окупації.